# Gnadochaeta puncticeps
Gnadochaeta puncticeps là một loài ruồi trong họ Tachinidae.